# استاد بلدية قونية الكبرى
استاد بلدية قونية الكبرى هو ملعب كرة قدم متعدد الأغراض يقع في قونية، تركيا، يتسع لـ 42276 متفرج. تم وضع حجر الأساس للملعب في 2012. بدأ بناؤه في 2012 وافتتح في 13 سبتمبر 2014.

## مراجع

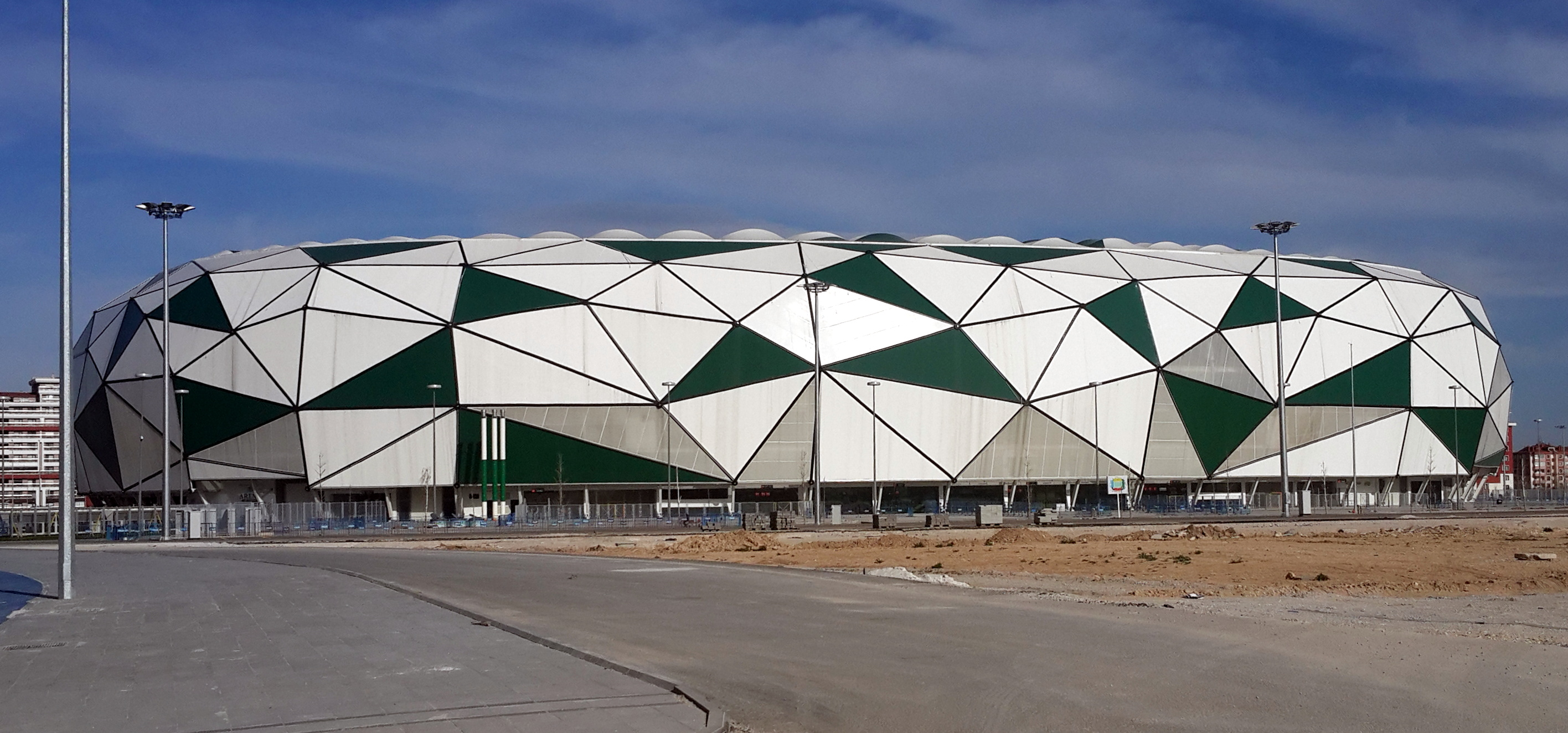